# Борисівка (Вінницький район)
Борисі́вка — село в Україні, у Іллінецькій міській громаді Вінницького району Вінницької області.

## Географія
Село Борисівка розташоване за 70 км від обласного центру та 5,5 км від адміністративного центру міської громади.

## Історія
Село засноване 1637 року.
12 червня 2020 року, відповідно до розпорядження Кабінету Міністрів України № 707-р «Про визначення адміністративних центрів та затвердження територій територіальних громад Вінницької області», село увійшло до складу Іллінецької міської громади Іллінецького району.
19 липня 2020 року, внаслідок адміністративно-територіальної реформи та ліквідації Іллінецького району, село увійшло до складу Вінницького району.

## Символіка
Символіка затверджена 18 липня 2018 року рішенням № 646 XXXIV сесії міської ради VIII скликання. Автори — В. М. Напиткін, К. М. Богатов, О. В. Дмитрик.

### Герб
У золотому щиті три зелених дерева, два і одне, між якими червоний розширений хрест. У лазуровій трикутній главі святий Миколай у червоних ризах і срібній єпитрахилі з золотим шитвом, у червоно-золотій митрі, навколо голови — золотий німб, у лівиці тримає лазурову книгу в золотому окладі. Герб вписаний в золотий декоративний картуш і увінчаний золотою сільською короною. Унизу картуша напис БОРИСІВКА.
Дуби означають історичну галявину в лісі, де оселилися козаки (розширений хрест). Святий Миколай — символ місцевого храму 1751 року побудови.

### Прапор
На жовтому квадратному полотнищі три зелених дерева, два і одне, між якими червоний розширений хрест. Від верхніх кутів до середини виходить синій клин, на якому святий Миколай у червоних ризах і білій єпитрахилі з жовтим шитвом, у червоно-жовтій митрі, навколо голови — жовтий німб, у лівиці тримає лазурову книгу в жовтому окладі.

## Пам'ятки

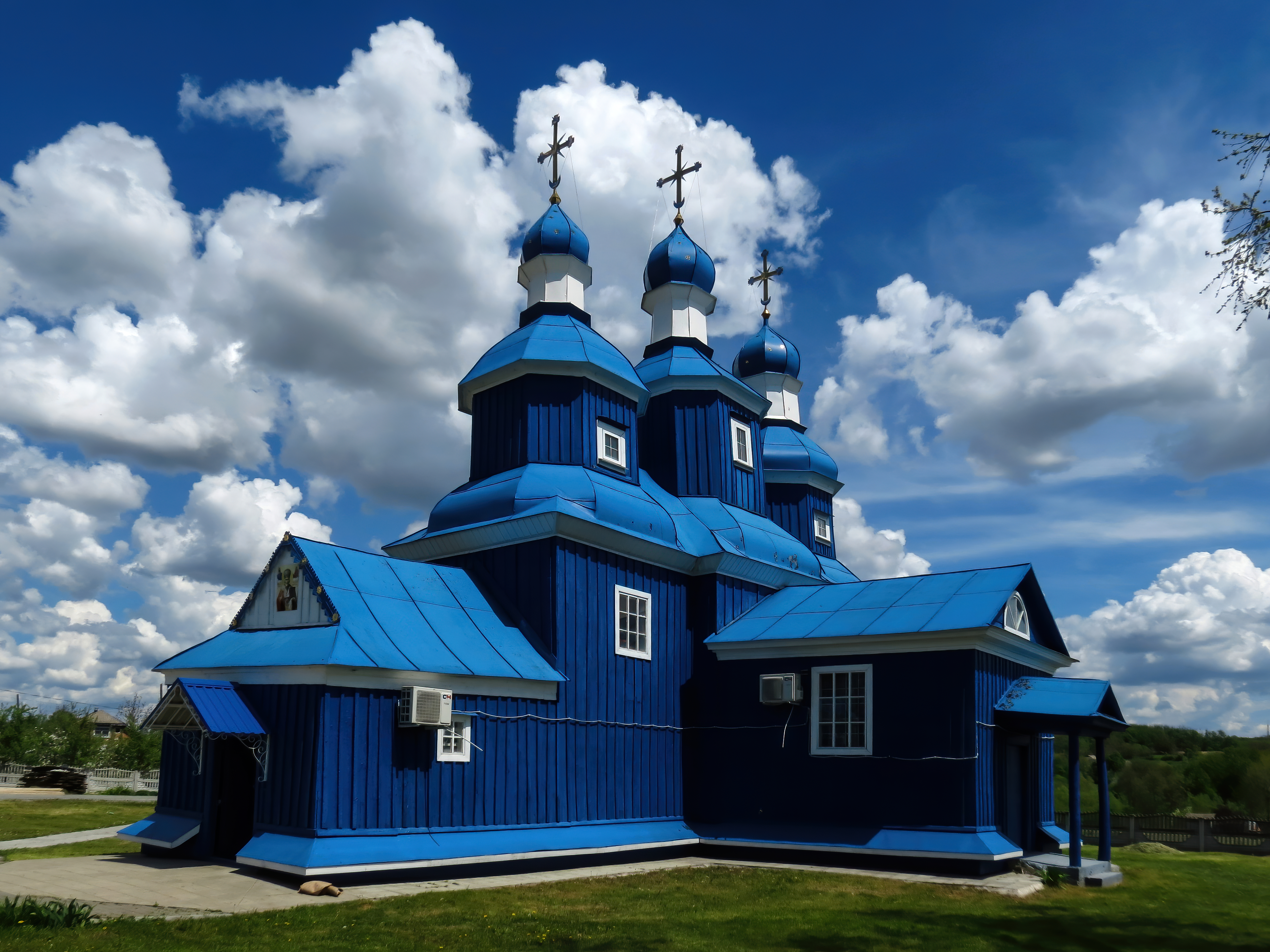
Миколаївська церква (травень 2021 року)
Іллінці, Миколаївська церква.jpg

Неподалік від села розташований Іллінецький ботанічний заказник.
У селі є Миколаївська церква (1751 року), пам'ятка архітектури місцевого значення.